# Petrus Boddeng Timang
Petrus Boddeng Timang (ur. 7 lipca 1947 w Malakri) – indonezyjski duchowny katolicki, biskup diecezjalny Banjarmasin w latach 2008–2023.

## Życiorys
Święcenia kapłańskie otrzymał 13 stycznia 1974 i został inkardynowany do archidiecezji Makassar. Pracował przede wszystkim jako duszpasterz parafialny, był także rektorem seminarium archidiecezjalnego oraz uniwersytetu Atma Jaya.
14 czerwca 2008 papież Benedykt XVI mianował go biskupem diecezjalnym Banjarmasin. 26 października z rąk swojego poprzednika, biskupa Franciscusa Prajasuta przyjął sakrę biskupią.
8 lipca 2023 papież Franciszek przyjął jego rezygnację z pełnionej funkcji.